# Torii
För andra betydelser, se Torii (olika betydelser).
Torii (鳥居) (ibland översatt till fågelsittpinne) är en traditionell japansk portal, som vanligtvis fungerar som ingång till en shintohelgedom, Jinja eller annan helig plats i naturen. De står som påminnelse för att rening bör ske, innan man träder in på helig mark. En Torii anses hålla borta dåligt inflytande av onda andar. Traditionellt är de konstruerade av trä och sten, men numera förekommer även andra material som stål och betong. Den klassiska toriin består av två vågräta tvärslåar som hålls uppe av två lodräta pelare. Vanligtvis är de målade i cinnober/vermillion (en klar röd-orange färg). Exakt hur gammal traditionen är, är omdebatterat, men de är litterärt kända sedan 900-talet. Mycket få Torii är äldre än från 1500-talet, även om det finns en vid Hachiman-gū (tempel i Yamagata prefektur) som härstammar från 1100-talet.
Det finns ett otal olika typer av Torii, som kan delas upp i två familjer. Shinmei (注連鳥居) eller Myōjin (明神鳥居) - det som skiljer dem åt är huruvida tvärslån är rak eller böjd. Den enklaste varianten är två pelare med en shimenawa (rituellt rep av risfiber, ofta med hängen). En variant med tre ben i trekant kallas Mihashira torii.
Den kinesiska motsvarigheten är Paifang.

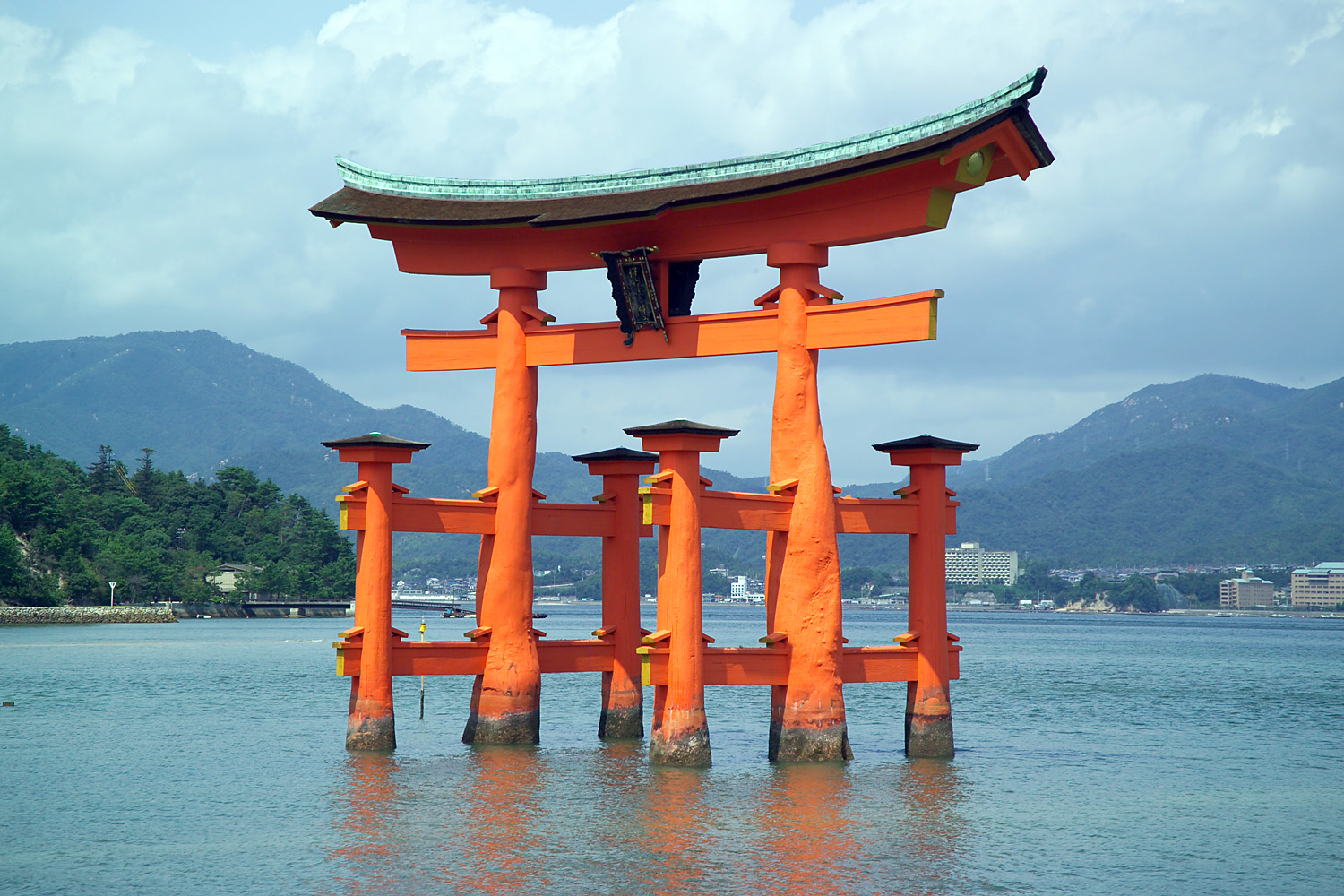
En berömd "flytande" torii vid helgedomen Itsukushima
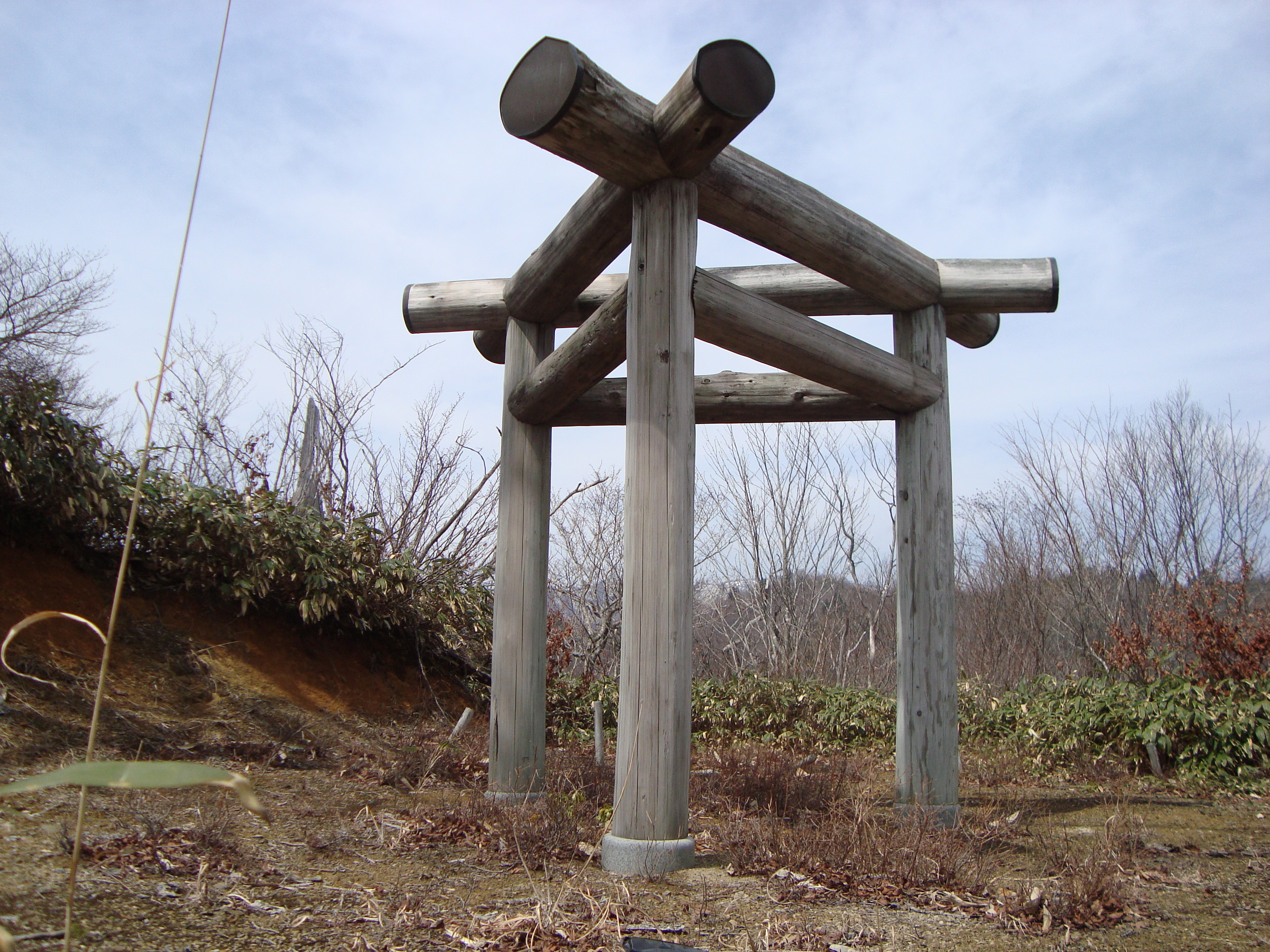
Mihasira torii i Yamatomati
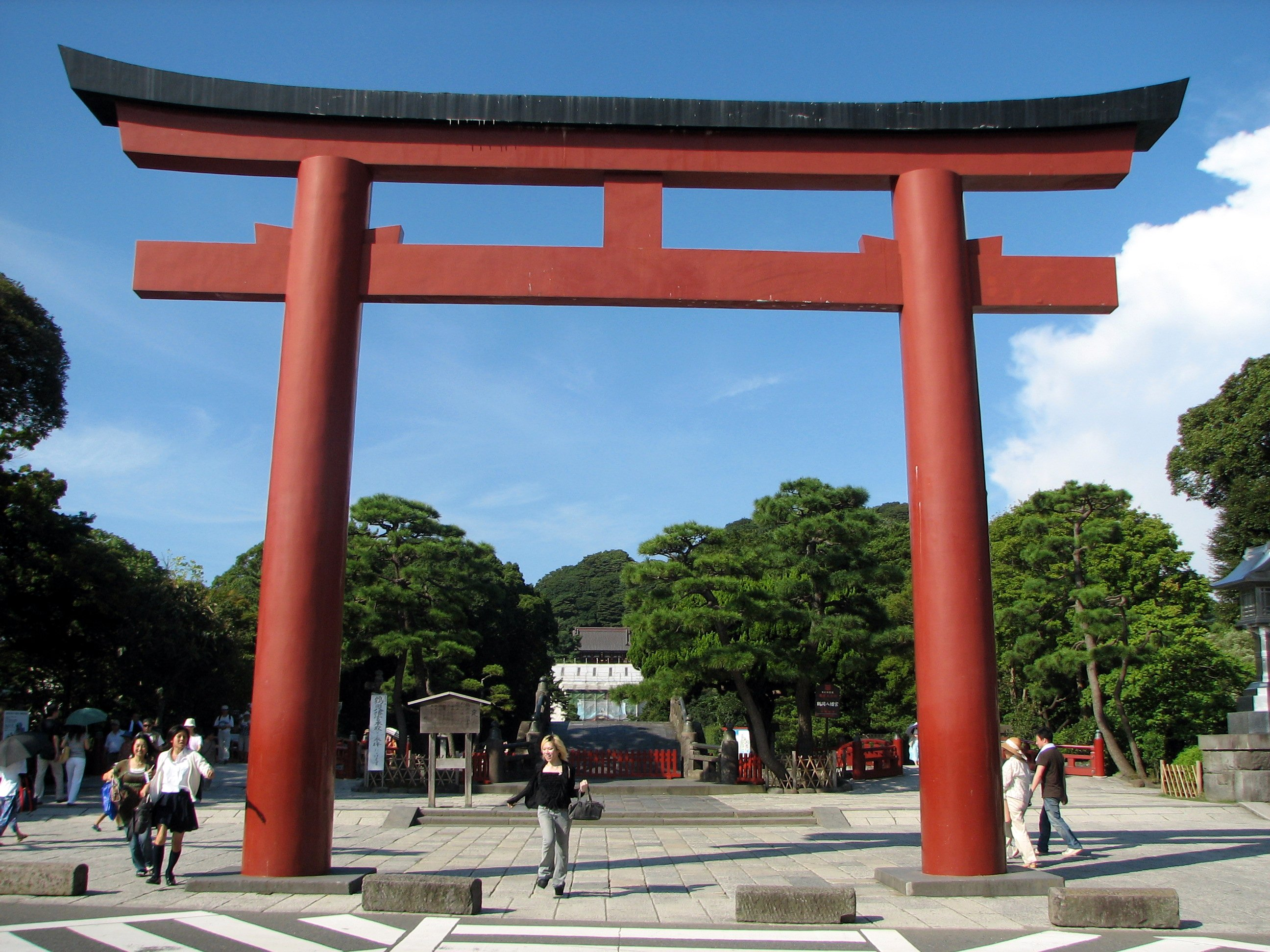
En 'vanlig' Myōjin torii.